# Festival Minas y Abril
El Festival Minas y Abril es un evento que desde 1984 se realiza anualmente en el predio del parque Rodó de la ciudad de Minas, Uruguay.

## Descripción de los eventos
El Festival Minas y Abril, también conocida como la Fiesta de la Tradición Gaucha, es una fiesta criolla, que se gestó en el año 1984 por iniciativa de Santiago Chalar y Santos Inzaurralde.
Cada año a comienzos del mes de abril se festeja en Minas, Lavalleja, Uruguay, el Festival Minas y Abril, en donde se le rinde homenaje al gaucho y a sus costumbres a total beneficio del Hospital público Alfredo Vidal y Fuentes de la ciudad de Minas, Lavalleja, Uruguay. Tiene una duración de tres días.

## Jineteadas gauchas
Entre las variadas actividades que se realizan en los tres días de la fiesta, hay un ruedo con competencia de jineteadas. El deporte consiste en que el jinete  debe sostenerse por entre 6 y 15 segundos sobre un potro (bagual o pingo). Se realiza en varias categorías: crina limpia o potro pela(d)o, grupa sureña o cuero, bastos, con encimera, sin boleadoras, silla, etc., o combinaciones. La vestimenta del jinete se encuentra reglamentada para mantener las tradiciones gauchas. Existen normas estrictas para las espuelas, riendas y el rebenque o guacha.

## Espectáculos musicales
Se instala un escenario musical con distintos artistas del folklore y canto popular a lo largo del evento con un concurso musical. El desfile criollo se realiza con la participación de cientos de personas pertenecientes a distintas sociedades criollas.

## Servicios gastronómicos
El evento cuenta con servicios gastronómicos tradicionales que incluyen vino con frutilla, asado con cuero, pollo asado, hamburguesas, empanadas y churros. En el predio se instala una feria de productos artesanales campestres tales como mates, bombillas, cinturones, montas, cuchillas, botas de cuero y espejuelas.
El Festival Minas y Abril contó en 2014 con una asistencia estimada de más de 40 mil personas.

## Algunas imágenes del Festival Minas y Abril

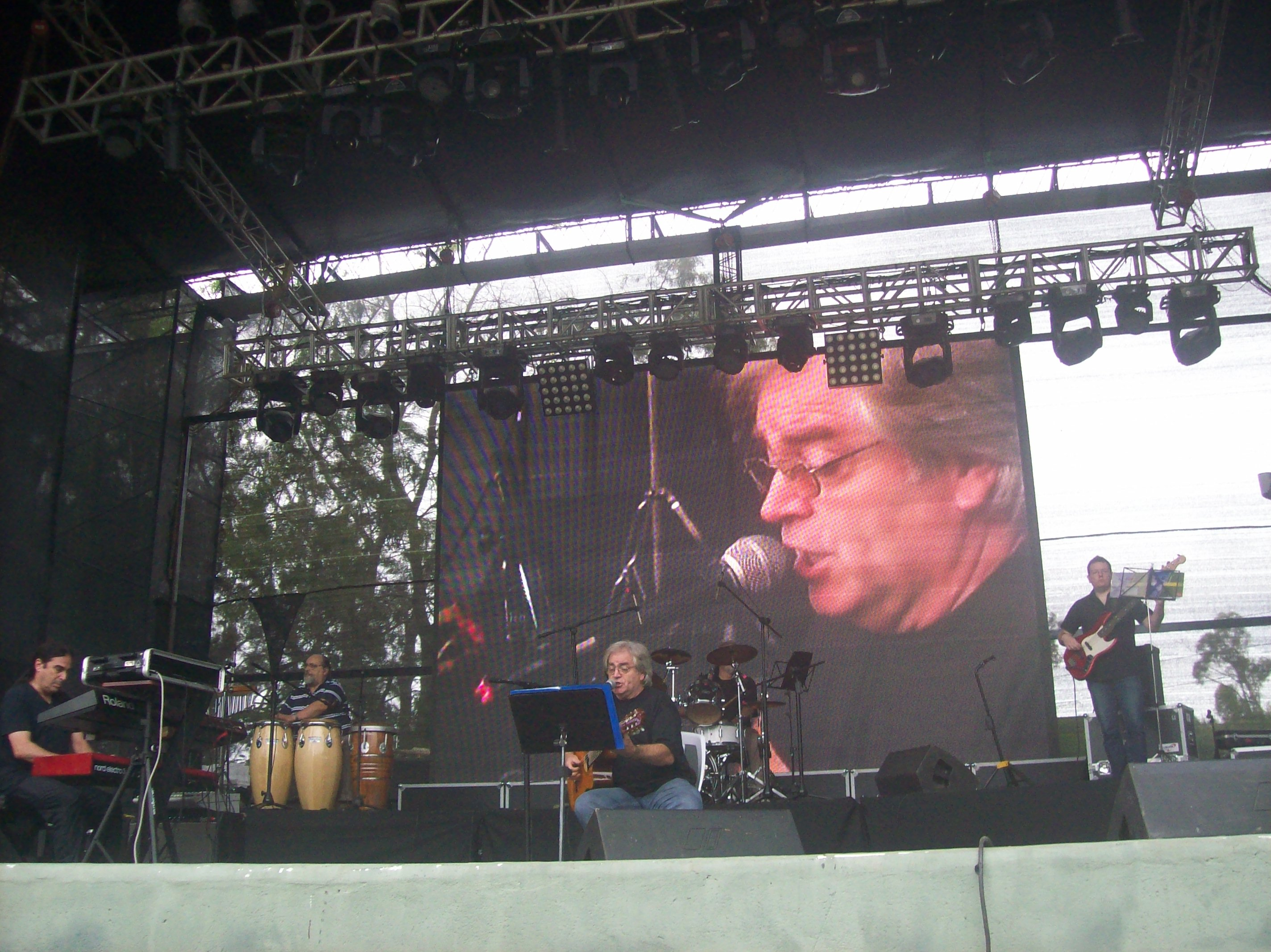
Escenario del Festival Minas y Abril, 2014.
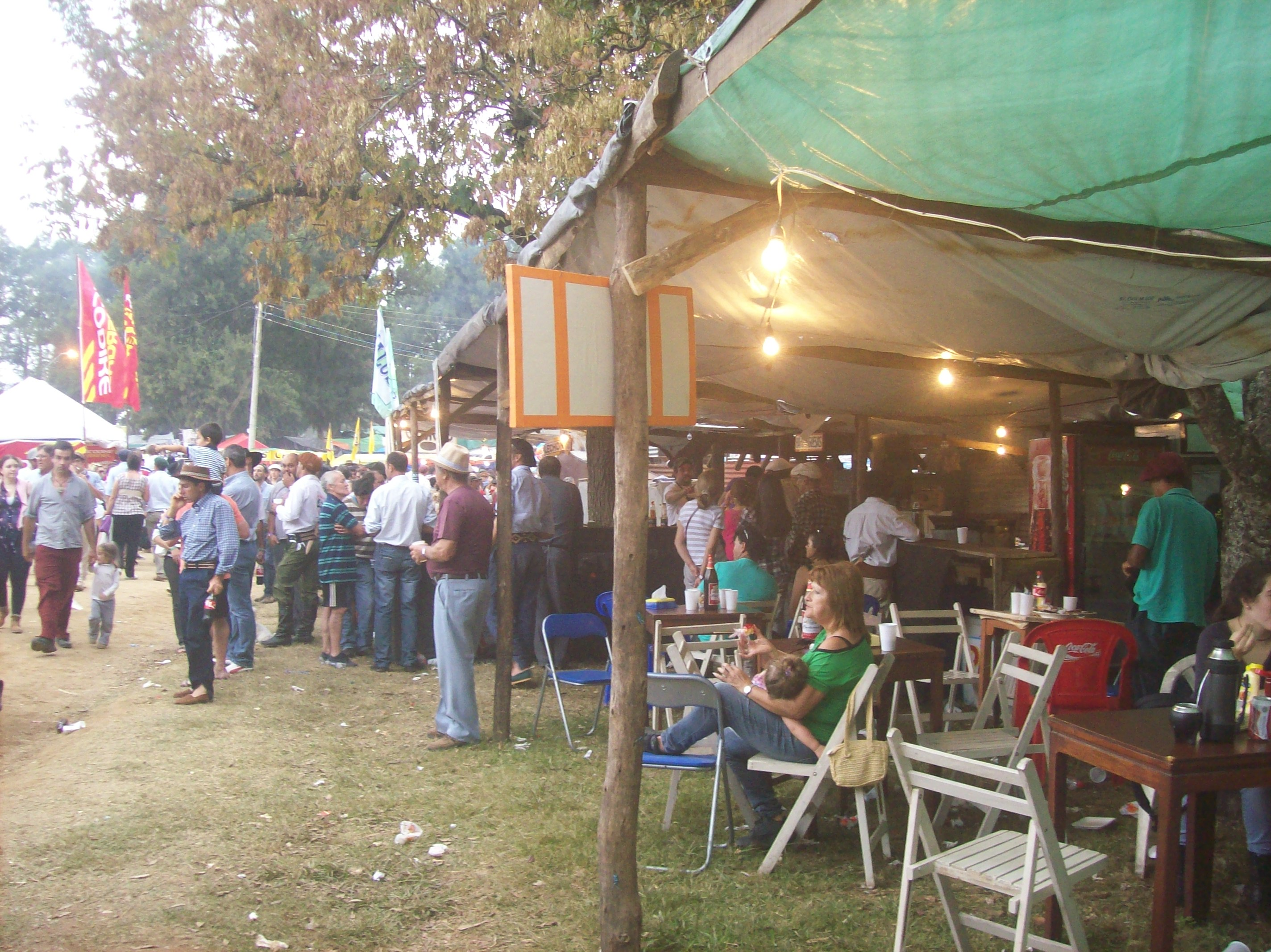
Servicios gastronómicos en el Festival Minas y Abril
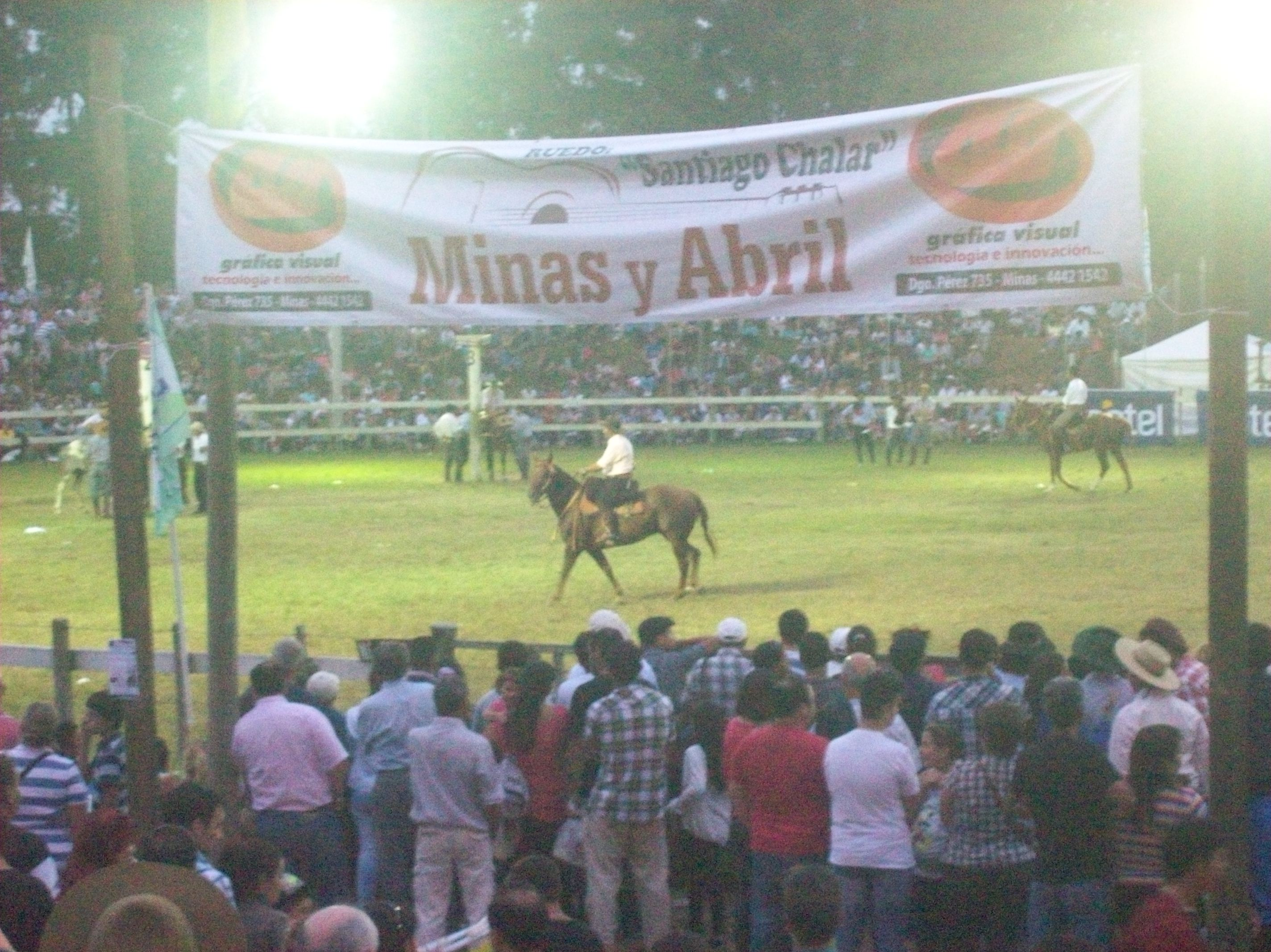
Competencia de Jineteadas en el Festival Minas y Abril
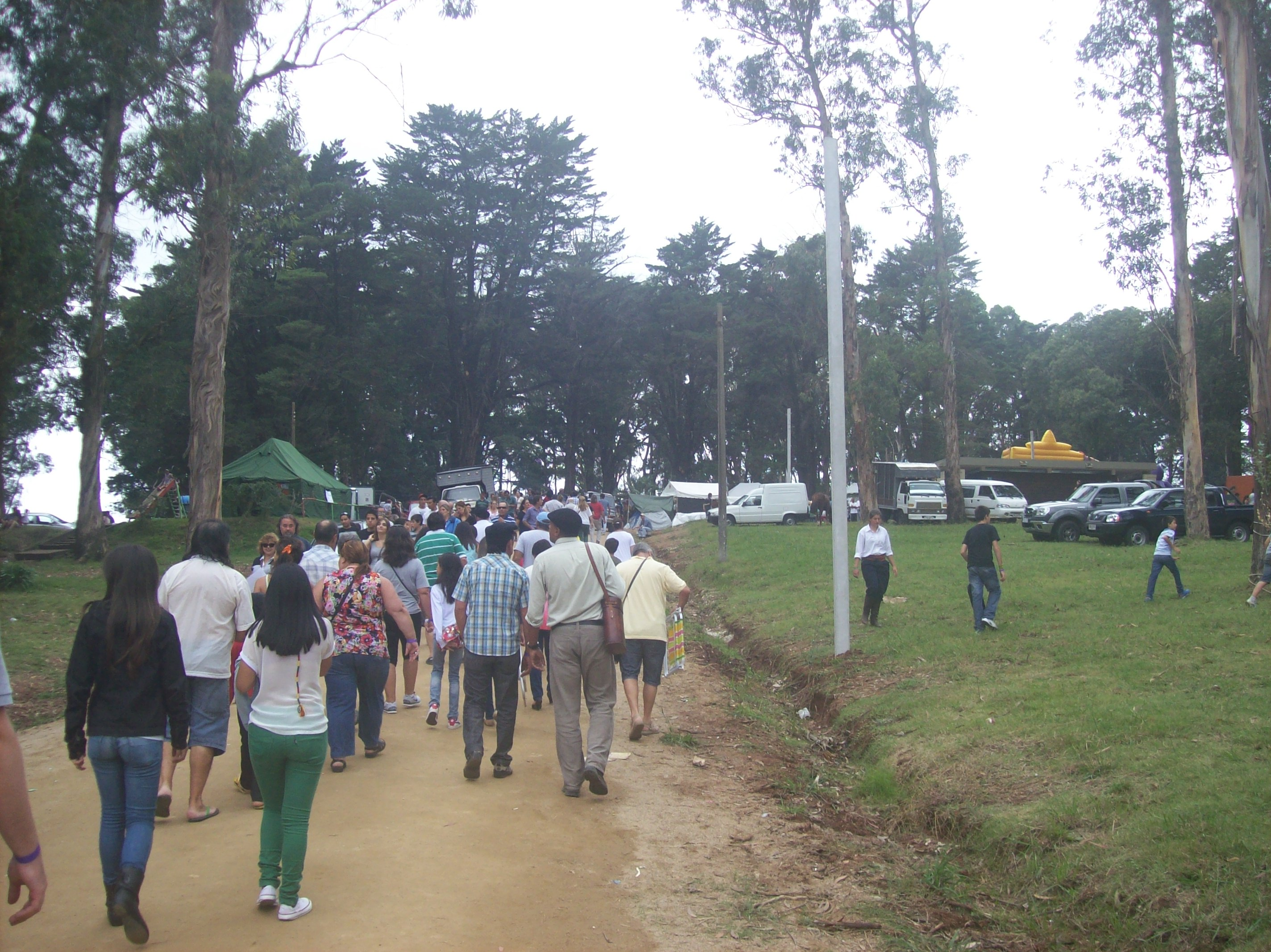
Asistentes camino al Festival Minas y Abril
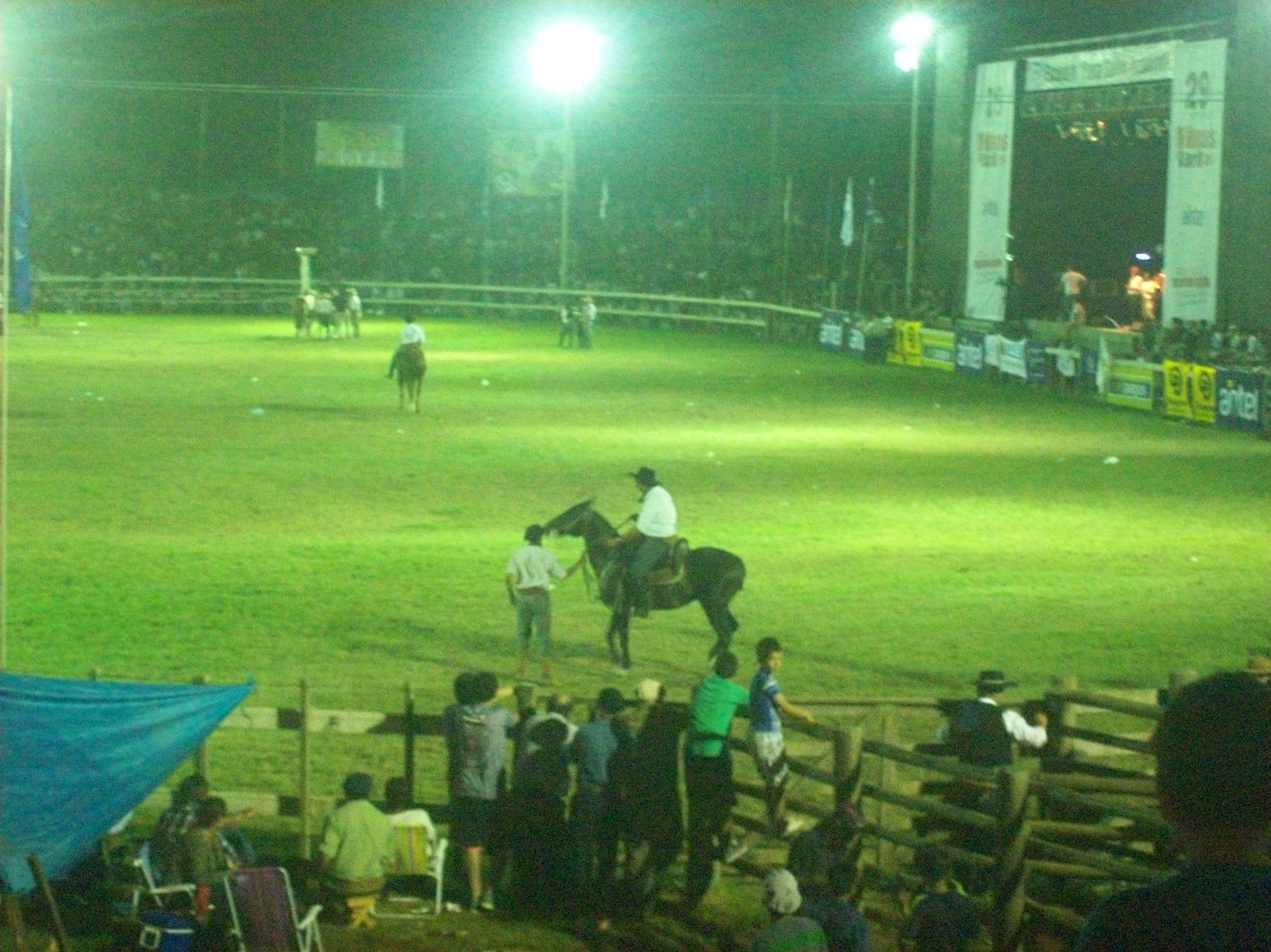
Rodeo en el Festival Minas y Abril, Lavalleja, Uruguay.
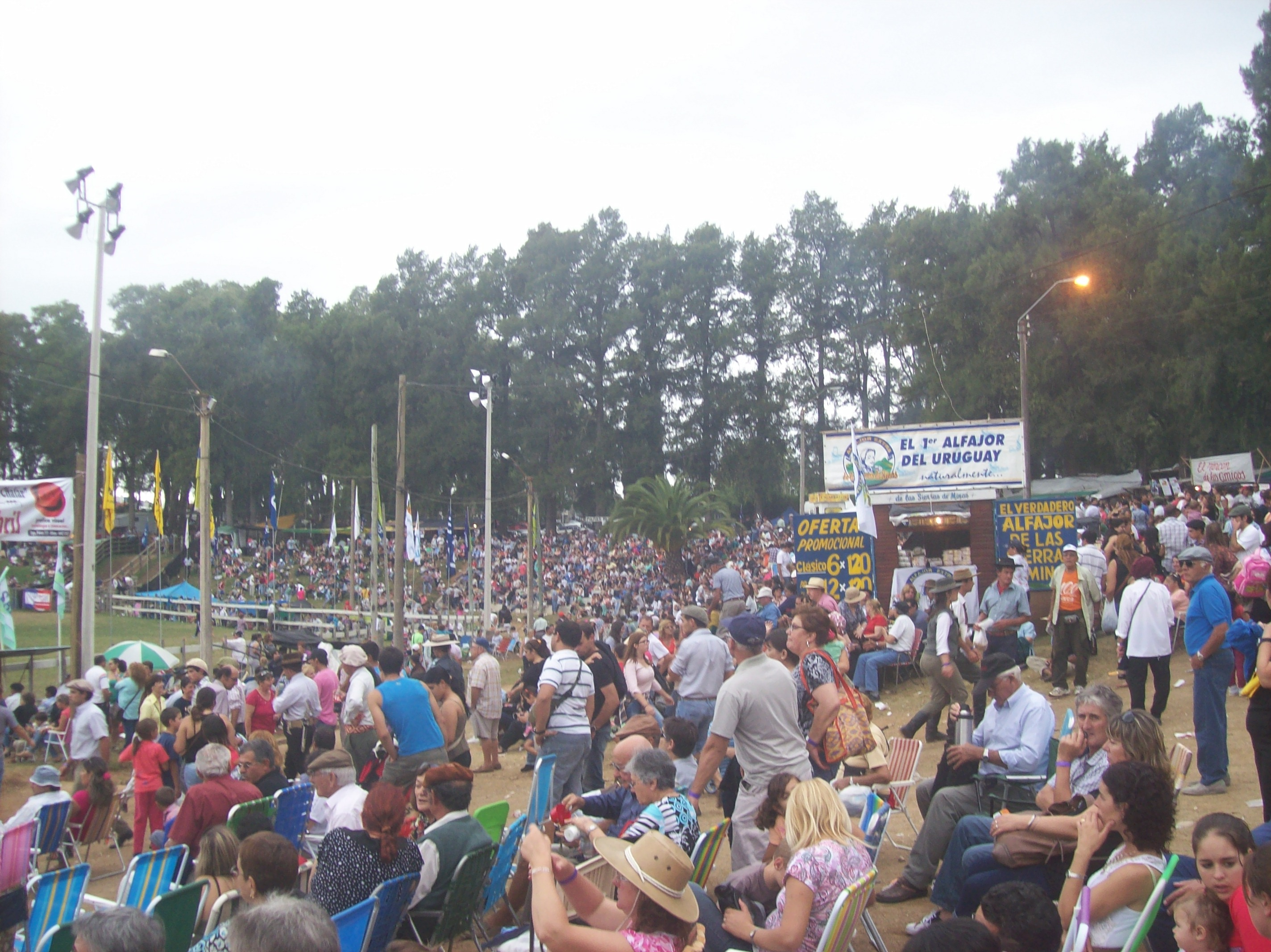
Espectadores en el rodeo del Festival Minas y Abril, 2014.
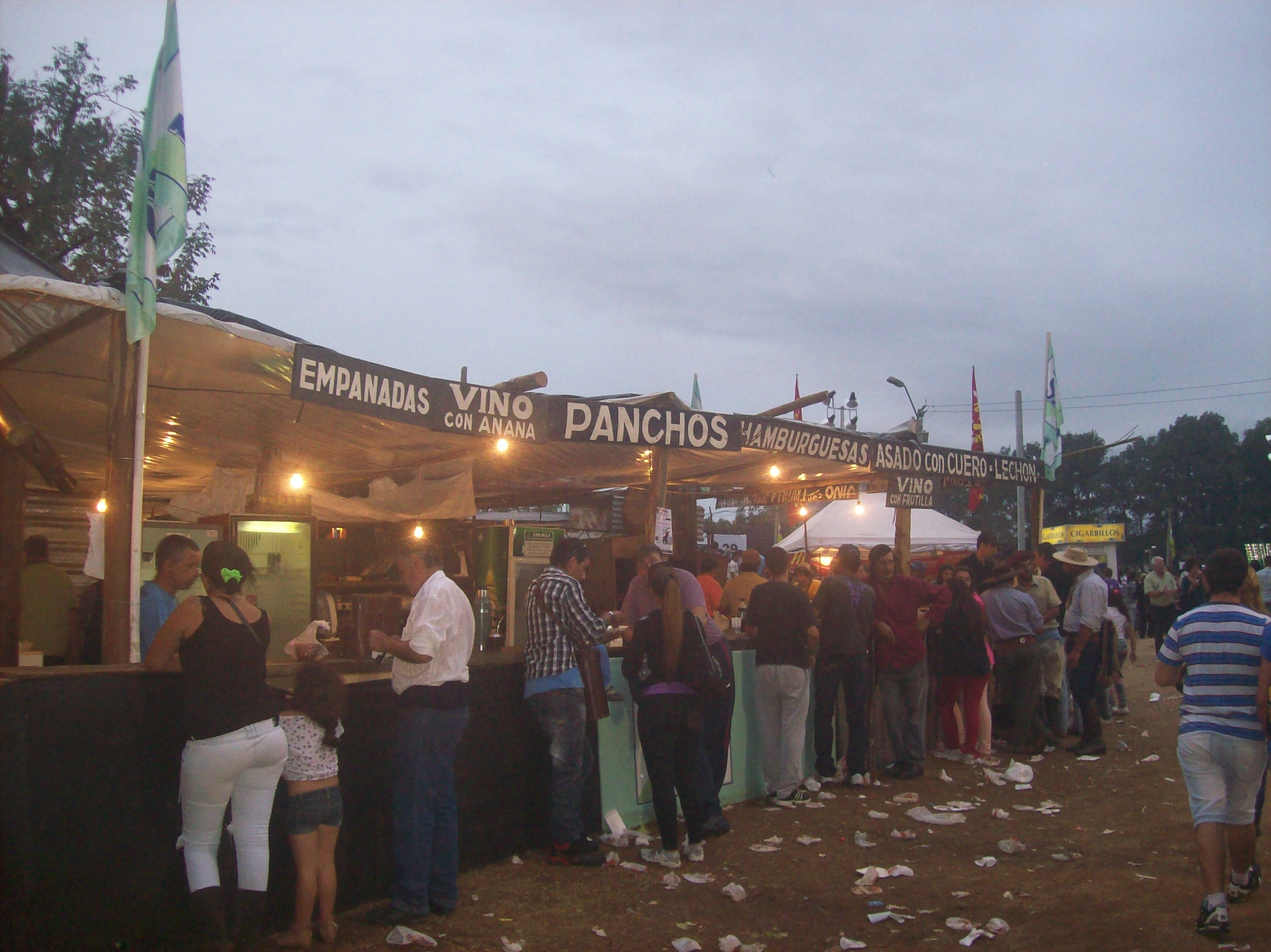
Aparcerías con servicio gastronómico en el Festival Minas y Abril